# 専門学校日本福祉リハビリテーション学院
専門学校日本福祉リハビリテーション学院（せんもんがっこうにほんふくしリハビリテーションがくいん）は北海道恵庭市恵み野西6丁目に所在していた専門学校である。

## 概要
恵み野団地中央通に面し本館裏に体育館、新館、テニスコート１面が設置されている。高度専門士育成のため3学科共に4年制であった。
佛教大学社会学部通信教育課程（後に人間総合科学大学通信教育課程に変更）で、タブルスクールの併修制を展開していた。

## 沿革
- 1995年 - 専門学校日本福祉リハビリテーション学院開校
- 2015年 - 日本医療大学保健医療学部リハビリテーション学科の設置に伴い、学生募集停止
- 2018年 - 閉校

## 学科
- 理学療法学科 (4年制)
- 作業療法学科 (4年制)
- 言語聴覚学科 (4年制)

## クラブ活動
| - 野球部 - サッカー部 - 男子バスケットボール部 - 女子バスケットボール部 | - バドミントン部 - バレーボール部 - テニス部 |

## 交通アクセス
鉄道
- JR千歳線恵み野駅東口から徒歩10分